# Coupe de Belgique de football 2018-2019
Navigation
Édition précédente Édition suivante
La Coupe de Belgique 2018-2019 est la 64e édition de la Coupe de Belgique.
À la suite de différentes critiques émises lors des saisons précédentes, l'URBSFA a choisi de replacer la finale de la coupe en fin de saison, et non plus entre la fin de la phase classique du championnat de Jupiler League et le début des plays-offs de celle-ci.

## Remarque préliminaire
À la suite de la réforme qui est intervenue au terme de la saison 2015-2016, la dénomination des divisions a changé. Les deux plus haut niveaux de la hiérarchie, soit les deux divisions professionnelles, sont désormais appelées « D1A » et « D1B ».
Afin d'éviter la confusion (avec la série de « D1 Amateur », nouvelle dénomination de la « Division 3 ») dans les tableaux ci-après, ces deux divisions les plus hautes seront identifiées « I » et « II ».

## Fonctionnement - Règlement
La Coupe de Belgique 2018-2019 est jouée par matchs à élimination directe, à l'exception des demi-finales qui se disputent en rencontres aller/retour. Les équipes de Division 1 (Jupiler Pro League) ne commencent l'épreuve qu'à partir des seizièmes de finale.
Au total 312 clubs participent à la 64e édition de l'épreuve.
Pour l'édition 2018-2019, cinq tours préliminaires concernent 296 clubs issus de tous les niveaux inférieurs à la Jupiler Pro League. Au total, ces équipes proviennent des divisions suivantes :
- 160 clubs provinciaux (p-)
- 64 clubs de Division 3 Amateur (D3 Am)
- 48 clubs de Division 2 Amateur (D2 Am)
- 16 clubs de Division 1 Amateur (D1 Am)
- 8 clubs de Proximus League (II)
- 16 clubs de Jupiler Pro League (I)

## Calendrier
Le tirage au sort des premiers tours éliminatoires qu'entament des cercles de Division 3 Amateur et de provinciales a lieu le 29 juin 2018, au siège de l'URSBSFA.
| Nom                               | Tirage au sort         | Date aller              | Date retour             | Équipes participantes | Équipes restantes |
| --------------------------------- | ---------------------- | ----------------------- | ----------------------- | --------------------- | ----------------- |
| Cinquième tour préliminaire       | 29 juin 2018           | 25 et 26 août 2018      | 25 et 26 août 2018      | 32                    | 32 à 16           |
| Seizièmes de finale               | 28 août 2018           | 25 au 27 septembre 2018 | 25 au 27 septembre 2018 | 32 (16+16*)           | 32 à 16           |
| Huitièmes de finale               |                        | 4 au 6 décembre 2018    | 4 au 6 décembre 2018    | 16                    | 16 à 8            |
| Quarts de finale                  | 18 au 20 décembre 2018 | 18 au 20 décembre 2018  | 8                       | 8 à 4                 |                   |
| Demi-finales                      | 22 au 24 janvier 2019  | 29 au 31 janvier 2019   | 4                       | 4 à 2                 |                   |
| Finale                            | 1er mai 2019           | 1er mai 2019            | 2                       | 2 à 1                 |                   |
| * entrée des clubs de la D1 belge |                        |                         |                         |                       |                   |

## Cinquième tour préliminaire
Ce cinquième tour comporte 16 rencontres entre les qualifiés du 4e tour. Les 16 vainqueurs sont assurés d'affronter un club de première division lors des seizièmes de finale. Ce tour de compétition est initialement programmé le dimanche 26 août 2018, mais des accords entre les clubs concernés peuvent intervenir et certains matchs seraient avancés au samedi 25 août 2018.
Depuis l'édition 2017-2018, c'est à ce tour que débutent les 8 clubs de Proximus League (II).
- Au 5e tour, 16 rencontres (32 clubs). Il s'agit des 24 qualifiés du 4e tour, soit 9 clubs de D1 Amateur, 11 clubs de D2 Amateur, 4 D3 Amateur auxquels s'ajoutent les 8 clubs de Proximus League, qui entrent dans la compétition. Rencontres initialement prévues le 26 août 2017 avec avancement possible au samedi 25.
  - Il n'y a plus de clubs provinciaux représentés ; les provinces de Liège et de Namur ne sont plus représentées.

|  | Clubs qualifiés pour les 1/16es de finale |

### Résultats
| Date       | Tour | N°  | Équipe 1                             | Équipe 2                          | Score 90' | Score 120' | T au b |
| 25/08/2018 | T5   | 265 | Lierse Kempenzonen (D1-Am)           | Lommel SK (II)                    | 2-3       |            |        |
| 26/08/2018 | T5   | 266 | K. VK Westhoek (D2-Am)               | R. Excelsior Virton (D1-Am)       | 0-4       |            |        |
| 26/08/2018 | T5   | 267 | R. US Givry (D3-Am)                  | R. Knokke FC (D1-Am)              | 2-2       | 4-4        | 4-5    |
| 26/08/2018 | T5   | 268 | K. FC Duffel (D2-Am)                 | K. VC Westerlo (II)               | 3-0       |            |        |
| 25/08/2018 | T5   | 269 | SKN St-Niklaas (D2-Am)               | K. RC Harelbeke (D2-Am)           | 0-0       | 0-1        |        |
| 25/08/2018 | T5   | 270 | R. Union St-Gilloise (II)            | K. SC City Pirates (D3-Am)        | 3-0       |            |        |
| 27/08/2018 | T5   | 271 | KV Yellow Red Mechelen (II)          | R. Albert Quévy Mons (D3-Am)      | 2-0       |            |        |
| 26/08/2018 | T5   | 272 | K. OLSA Brakel (D2-Am)               | K. SC Eendracht Aalst (D1-Am)     | 2-3       |            |        |
| 26/08/2018 | T5   | 273 | K. SK Heist (D1-Am)                  | K. SC Toekomst Menen (D2-Am)      | 3-0       |            |        |
| 25/08/2018 | T5   | 274 | AFC Tubize (II)                      | R. Stade Brainois (D3-Am)         | 7-0       |            |        |
| 26/08/2018 | T5   | 275 | R. Olympic Club de Charleroi (D2-Am) | K. SV Roeselare (II)              | 2-1       |            |        |
| 26/08/2018 | T5   | 276 | Hoogstraten VV (D2-Am)               | R. Entente Acren Lessines (D2-Am) | 4-0       |            |        |
| 26/08/2018 | T5   | 277 | AS Verbroedering Geel (D1-Am)        | FC Olympia Beerschot Wilrijk (II) | 0-2       |            |        |
| 25/08/2018 | T5   | 278 | KM SK Deinze (D1-Am)                 | R.W.D. Molenbeek (D1-Am)          | 6-0       |            |        |
| 26/08/2018 | T5   | 279 | K. FC Mandel United (D2-Am)          | K. SV Temse (D2-Am)               | 1-1       | 1-1        | 4-2    |
| 25/08/2018 | T5   | 280 | K. FC Dessel Sport (D1-Am)           | Oud Heverlee Leuven (II)          | 3-1       |            |        |

## Seizièmes de finale
Le tirage au sort est effectué le mardi 28 août 2017 à 12h20 au Centre technique de la fédération à Tubize. La répartition des 32 clubs est la suivante : 16 clubs de Jupiler Pro League (I), 5 clubs de Proximus League (II), 6 clubs de Division 1 Amateur et 5clubs de Division 2 Amateur. Ce tour est disputé entre le mardi 25 septembre 2018 et le jeudi 27 septembre 2018.

### Participants
La répartition géographique des 32 clubs est la suivante :
| Régions         | Total | JPL (I) | PL (II) | D1-Am | D2-Am |
| --------------- | ----- | ------- | ------- | ----- | ----- |
| Bruxelles       | 2     | 1       | 1       | 0     | 0     |
| Région flamande | 23    | 11      | 3       | 5     | 4     |
| Région wallonne | 7     | 4       | 1       | 1     | 1     |
| TOTAUX          | 32    | 16      | 5       | 6     | 5     |

| #  | Provinces                       | Total | JP (I) | PL (II) | D1-Am | D2-Am | Détails Clubs Amateurs                                        |
| -- | ------------------------------- | ----- | ------ | ------- | ----- | ----- | ------------------------------------------------------------- |
| 1  | Province d'Anvers               | 7     | 1      | 2       | 2     | 2     | K. FC Dessel Sport, K. SK Heist, K. FC Duffel, Hoogstraten VV |
| 2a | Province du Brabant flamand     | 0     | 0      | 0       | 0     | 0     |                                                               |
| 2b | Province du Brabant wallon      | 1     | 0      | 1       | 0     | 0     |                                                               |
| 2c | Bruxelles - ACFF                | 2     | 1      | 1       | 0     | 0     |                                                               |
| 4  | Province de Flandre-Occidentale | 8     | 5      | 0       | 1     | 2     | R. Knokke FC, K. FC Harelbeke, K.FC Mandel United             |
| 5  | Province de Flandre-Orientale   | 5     | 3      | 0       | 2     | 0     | K. SC Eendracht Aalst, KM SK Deinze                           |
| 6  | Province de Hainaut             | 3     | 2      | 0       | 0     | 1     | R. Olympic Cl. Charleroi                                      |
| 7  | Province de Liège               | 2     | 2      | 0       | 0     | 0     |                                                               |
| 8  | Province de Limbourg            | 3     | 2      | 1       | 0     | 0     |                                                               |
| 9  | Province de Luxembourg          | 1     | 0      | 0       | 1     | 0     | R. Excelsior Virton                                           |
| 10 | Province de Namur               | 0     | 0      | 0       | 0     | 0     |                                                               |
|    | TOTAUX                          | 32    | 16     | 5       | 6     | 5     |                                                               |

### Résultats
Ce tour est joué, Ce tour est disputé entre le mardi 25 septembre 2018 et le jeudi 27 septembre 2018, en une seule manche disputée sur le terrain de la première équipe citée. En cas d'accord entre les clubs concernés, l'ordre du tirage au sort peut être inversé. À noter que dans le cas d'une rencontre impliquant un cercle amateur, celui-ci a le privilège de jouer à domicile après accord des autorités locales et si ses installations répondent au minima requis par le règlement de l'épreuve (éclairage minimal existant d'au moins 300 LUX et un nombre minimal de 300 places assises).
- En vertu du règlement les équipes amateurs sont assurées de jouer à domicile si leurs installations disposent de suffisamment de "LUX" (luminosité) (les rencontres étant susceptibles d'être retransmises en direct à la télévision).
  - Les installations des clubs de Duffel et de Mandel United ne répondent pas aux critères. Ces deux clubs ne peuvent donc recevoir.
  - Le tirage propose quelques derbies de proximité: Harelbeke-Kortrijk, Genk-Lommel, Deinze-Club Bruges, Malines-Antwerp. Mais c'est évidemment le "choc" bruxellois Anderlecht-Union qui attire l'attention.

|  | Clubs qualifiés pour le tour suivant |
|  | Tenant du trophée                    |

- Six cercles de Jupiler League sont éliminés d'entrée, dont le Standard tenant du trophée et le Club Brugeois recordman des victoires et Anderlecht, sévèrement battu à domicile dans une derby bruxellois contre l'Union St-Gilloise.
  - Bel exploit du K. FC Mandel United, club de D2 Amateur qui atteint les Huitièmes de finale en allant éliminer Waasland-Beveren.

| N°  | Équipe 1                      | Équipe 2                          | Score 90' |
| S01 | K. SK Heist (D1 Am)           | SV Zulte-Waregem (I)              | 1-2       |
| S02 | K. AS Eupen (I)               | AFC Tubize (II)                   | 3-0       |
| S03 | K. RC Genk (I)                | Lommel SK (II)                    | 4-0       |
| S04 | K. St-Truidense VV (I)        | K. FC Duffel (D2 Am)              | 3-0       |
| S05 | K. FC Dessel Sport (D1 Am)    | R. Excel Mouscron (I)             | 0-3       |
| S06 | K. RC Harelbeke (D2 Am)       | KV Kortrijk (I)                   | 0-1       |
| S07 | Hoogstraten VV (D2 Am)        | KV Oostende (I)                   | 1-3       |
| S08 | R. Olympic CC (D2 Am)         | K. SC Lokeren O-Vl. (I)           | 2-5       |
| S09 | K. RS Waasland Beveren SK (I) | K. FC Mandel United (D2 Am)       | 1-2       |
| S10 | YR KV Mechelen (II)           | R. Antwerp FC (I)                 | 3-1       |
| S11 | R. Excelsior Virton (D1 Am)   | K. AA Gent (I)                    | 2-4       |
| S12 | Cercle Brugge K. SV (I)       | FC Olympia Beerschot Wilrijk (II) | 1-2       |
| S13 | K. SC Endracht Aalst (D1 Am)  | R. Charleroi SC (I)               | 0-2       |
| S14 | R. Standard de Liège (I)      | R. Knokke FC (D1 Am)              | 1-2       |
| S15 | KM SK Deinze (D1 Am)          | Club Brugge KV (I)                | 2-0       |
| S16 | R. SC Anderlecht (I)          | R. Union St-Gilloise (II)         | 0-3       |

## Huitièmes de finale
Le tirage au sort de ce tour est effectué le 27 septembre 2018, vers 23 h, directement après les derniers seizièmes de finale. Le tirage est effectué par Monsieur Pierre François (Secrétaire Général de la Pro League), flanqué de la journaliste-animatrice Anne Ruwet dans un studio aménagé au stade Constant Vanden Stock, d'Anderlecht.
Ce tour est joué, entre le mardi 4 décembre 2018 et le jeudi 6 décembre 2018, en une seule manche disputée sur le terrain de la première équipe citée.
La répartition des 16 clubs est la suivante : 10 clubs de Jupiler Pro League (D1), 3 clubs Proximus League (D2), 2 de D1 Amateur (D3) et de 1 clubs de D2 Amateur (D4).

### Participants
La répartition géographique des 16 clubs est la suivante :

#### par Régions
| Régions         | Total | JPL (I) | PL (II) | D1-Am | D2-Am |
| --------------- | ----- | ------- | ------- | ----- | ----- |
| Bruxelles       | 1     | 0       | 1       | 0     | 0     |
| Région flamande | 12    | 7       | 2       | 2     | 1     |
| Région wallonne | 3     | 3       | 0       | 0     | 0     |
| TOTAUX          | 16    | xx      | 1       | x     | x     |

#### par Provinces
Les deux provinces brabançonnes (flamand et wallon), ainsi que celle de Luxembourg et de Namur ne sont plus représentées.
| #  | Provinces                       | Total | JP (I) | PL (II) | D1-Am | D2-Am | Détails Clubs Amateurs            |
| -- | ------------------------------- | ----- | ------ | ------- | ----- | ----- | --------------------------------- |
| 1  | Province d'Anvers               | 2     | 0      | 2       | 0     | 0     |                                   |
| 2c | Bruxelles - ACFF                | 1     | 0      | 1       | 0     | 0     |                                   |
| 4  | Province de Flandre-Occidentale | 5     | 3      | 0       | 1     | 1     | R. Knokke FC, K. FC Mandel United |
| 5  | Province de Flandre-Orientale   | 3     | 2      | 0       | 0     | 0     | KM SK Deinze                      |
| 6  | Province de Hainaut             | 2     | 2      | 0       | 0     | 0     |                                   |
| 7  | Province de Liège               | 1     | 1      | 0       | 0     | 0     |                                   |
| 8  | Province de Limbourg            | 2     | 2      | 0       | 0     | 0     |                                   |
|    | TOTAUX                          | 16    | 10     | 3       | 2     | 1     |                                   |

### Résultats
|  | Clubs qualifiés pour le tour suivant |

- Matchs H2 et H7 sont joués le mardi 4 décembre 2018. La partie H1 est jouée le jeudi 6 décembre 2018. Toutes les autres rencontres sont disputées le mercredi 5 décembre 2018.
- Une surprise est enregistrée avec la qualification du YR KV Mechelen (D1B) aux dépens de Lokeren (D1A).
- Les trois derniers cercles amateurs quittent l'épreuve "la tête haute" après de courts revers.

| N° | Équipe 1                  | Équipe 2                             | Score 90' | Score 120' | T au b |
| H1 | R. Union St-Gilloise (II) | R. Knokke FC (D1-Am)                 | 3-2       |            |        |
| H2 | KV Kortrijk (I)           | SV Zulte-Waregem (I)                 | 1-0       |            |        |
| H3 | R. Charleroi SC (I)       | K. RC Genk (I)                       | 1-3       |            |        |
| H4 | R. Excel Mouscron (I)     | KV Oostende (I)                      | 2-2       | 3-3        | 4-5    |
| H5 | YR KV Mechelen (II)       | K. SC Lokeren O-Vl. (I)              | 2-0       |            |        |
| H6 | KM SK Deinze (D1-Am)      | K. AS Eupen (I)                      | 1-3       |            |        |
| H7 | K. AA Gent (I)            | K. FC Olympia Beerschot Wilrijk (II) | 3-0       |            |        |
| H8 | K. St-Truidense VV (I)    | K. FC Mandel United (D2-Am)          | 3-2       |            |        |

## Quarts de finale
Les rencontres se jouent entre le mardi 18 décembre 2018 et le jeudi 20 décembre 2018. Les quarts de finale sont joués en une seule manche. Le tirage au sort est effectué le mercredi 5 décembre 2018. Restent en compétition: 6 clubs de D1A (Jupiler League) et 2 clubs de D1B (Proximus League).
- Deux cercles de D1B (Proximus League), l'YR KV Mechelen et l'Union SG éliminent des résidents de l'élite.
  - Pour le "Malinwa" la dernière participation aux demi-finales date d'il y a neuf ans. Par contre pour les "Unionistes", il faut remonter cinquante ans en arrière !

### Participants

#### par Région
La répartition géographique des 8 clubs est la suivante :
| Régions         | Total | JPL (I) | PL (II) |
| --------------- | ----- | ------- | ------- |
| Bruxelles       | 1     | 0       | 1       |
| Région flamande | 6     | 5       | 1       |
| Région wallonne | 1     | 1       | 0       |
| TOTAUX          | 8     | 6       | 2       |

#### par Province
Par rapport au tour précédent, la Province de Hainaut n'est plus représentée.
| #  | Provinces                       | Total | JP (I) | PL (II) |
| -- | ------------------------------- | ----- | ------ | ------- |
| 1  | Province d'Anvers               | 1     | 0      | 1       |
| 2c | Bruxelles - ACFF                | 1     | 0      | 1       |
| 4  | Province de Flandre-Occidentale | 2     | 2      | 0       |
| 5  | Province de Flandre-Orientale   | 1     | 1      | 0       |
| 7  | Province de Liège               | 1     | 1      | 0       |
| 8  | Province de Limbourg            | 2     | 2      | 0       |
|    | TOTAUX                          | 8     | 6      | 2       |

### Résultats
|  | Clubs qualifiés pour le tour suivant |

| N° | Équipe 1                  | Équipe 2        | Score 90' | Score 120' | T au b |
| Q1 | YR KV Mechelen (II)       | KV Kortrijk (I) | 3-0       |            |        |
| Q2 | K. St-Truidense VV (I)    | K. AA Gent (I)  | 1-3       |            |        |
| Q3 | K. AS Eupen (I)           | KV Oostende (I) | 0-1       |            |        |
| Q4 | R. Union St-Gilloise (II) | K. RC Genk (I)  | 2-2       | 2-2        | 4-3    |

## Demi-finales
Les rencontres font l'objet de matchs en aller/retour. Les manches "aller" se jouent entre le mardi 22 et le jeudi 24 janvier 2019.Les manches "retour" se disputent entre le mardi 29 et le jeudi 31 janvier 2019 . Restent en compétition: 2 clubs de D1A (Jupiler League) et 2 clubs de D1B (Proximus League).Le tirage au sort des demi-finales est effectué, par Dany Ost, le mercredi 19 décembre 2018 et télévisé en direct depuis les studios de la chaîne "RTL TVI" peu après l'issue du dernier quart de finale. Le sort propose une confrontation entre les équipes de chaque division et assure donc de la présence d'un club de  D1B (Proximus League) en finale, soit une première depuis dix-huit ans. 

### Participants

#### par Région
La répartition géographique des 4 clubs est la suivante :
| Régions         | Total | JPL (I) | PL (II) |
| --------------- | ----- | ------- | ------- |
| Bruxelles       | 1     | 0       | 1       |
| Région flamande | 3     | 2       | 1       |
| TOTAUX          | 4     | 2       | 2       |

#### par Province
Par rapport au tour précédent, la Province de Limbourg n'est plus représentée.
| #  | Provinces                       | Total | JP (I) | PL (II) |
| -- | ------------------------------- | ----- | ------ | ------- |
| 1  | Province d'Anvers               | 1     | 0      | 1       |
| 2c | Bruxelles - ACFF                | 1     | 0      | 1       |
| 4  | Province de Flandre-Occidentale | 1     | 1      | 0       |
| 5  | Province de Flandre-Orientale   | 1     | 1      | 0       |
|    | TOTAUX                          | 4     | 2      | 2       |

### Résultats
En cas d'égalité de buts sur l'ensemble des deux matchs au terme des rencontres "retour", les buts marqués en déplacement sont prépondérants. Si l'égalité subsiste, une prolongation de deux fois quinze minutes est disputée. Si aucun but n'est inscrit pendant la prolongation, le qualifié est désigné par une séance de tirs au but.

#### Aller
| 23 janvier 2019 | YR KV Mechelen (II) | 0 - 0   | R. Union St-Gilloise (II) |                   |                   |
| 20h45           |                     | (0 - 0) |                           | Achter de Kazerne | Achter de Kazerne |

| 24 janvier 2019 | K. AA Gent (I)                        | 2 - 2   | KV Oostende (I)                         |                |                |
| 20h45           | Roman Yaremchuk 23e · Dylan Bronn 76e | (1 - 1) | 25e Tom De Sutter · 78e Laurens De Bock | Ghelamco Arena | Ghelamco Arena |

#### Retour
| 29 janvier 2019 | R. Union St-Gilloise (II) | 1 - 2   | YR KV Mechelen (II)                        |  |  |
| 20 h 45         | Laurent Lemoine 90e (csc) | (0 - 1) | 30e Igor de Camargo · 64e Clément Tainmont |  |  |

| 30 janvier 2019 | KV Oostende (I)                       | 2 - 2 3 - 4 t. a. b. | K. AA Gent (I)                          |  |  |
| 20h45           | Tom De Sutter 8e · Fashion Sakala 31e | (2 - 0)              | 84e Alexander Sørloth · 90e Roman Bezus |  |  |
| 20h45           | Tirs au but 3 - 4                     |                      |                                         |  |  |

## Finale
Le match de la finale de la coupe est joué le 1er mai 2019, au stade Roi Baudouin de Bruxelles.
| K. AA Gent |

| YR KV Mechelen |

| K. AA Gent |

| YR KV Mechelen |

| K. AA Gent :   |    |                    |       |     |
|                |    |                    |       |     |
| Gardien de but | 1  | Thomas Kaminski    |       |     |
|                | 2  | Arnaud Souquet     |       | 64e |
|                | 28 | Dylan Bronn        |       |     |
|                | 76 | Timothy Derijck    |       |     |
|                | 21 | Nana Asare         | 90+3e |     |
|                | 10 | Alexander Sørloth  |       |     |
|                | 8  | Vadis Odjidja-Ofoe |       |     |
|                | 16 | Jonathan David     |       | 68e |
|                | 6  | Birger Verstraete  | 43e   |     |
|                | 11 | Jean-Luc Dompé     |       |     |
|                | 13 | Giorgi Kvilitaia   |       |     |
| Remplaçants :  |    |                    |       |     |
|                | 4  | Sigurd Rosted      |       |     |
|                | 5  | Ihor Plastun       |       |     |
|                | 9  | Stallone Limbombe  |       |     |
|                | 18 | Roman Bezus        |       | 68e |
|                | 19 | Brecht Dejaegere   |       | 64e |
| Gardien de but | 20 | Yannick Thoelen    |       |     |
|                | 44 | Anderson Esiti     |       |     |
| Entraîneur :   |    |                    |       |     |
| Jess Thorup    |    |                    |       |     |

| YR KV Mechelen : |    |                      |     |     |
|                  |    |                      |     |     |
| Gardien de but   | 34 | Michael Verrips      |     |     |
|                  | 23 | Thibault Peyre       | 69e | 71e |
|                  | 5  | Arjan Swinkels       |     |     |
|                  | 6  | Germán Mera          |     |     |
|                  | 3  | Lucas Bijker         |     |     |
|                  | 4  | Seth De Witte        |     |     |
|                  | 16 | Rob Schoofs          |     | 83e |
|                  | 13 | Joachim Van Damme    | 81e |     |
|                  | 11 | Nikola Storm         |     | 71e |
|                  | 10 | Igor de Camargo      |     |     |
|                  | 21 | Clément Tainmont     |     |     |
| Remplaçants :    |    |                      |     |     |
| Gardien de but   | 1  | Bram Castro          |     |     |
|                  | 7  | Tim Matthys          |     | 83e |
|                  | 19 | Alec Van Hoorenbeeck |     |     |
|                  | 20 | Gustav Engvall       |     | 71e |
|                  | 22 | Alexander Corryn     |     | 71e |
|                  | 29 | William Togui        |     |     |
|                  | 36 | Mathieu Cornet       |     |     |
| Entraîneur :     |    |                      |     |     |
| Wouter Vrancken  |    |                      |     |     |

## Nombre d'équipes par division
| Division   | Quatrième tour préliminaire | +  | Cinquième tour préliminaire | +   | Seizièmes de finale | Huitièmes de finale | Quarts de finale | Demi-finales | Finale |
| ---------- | --------------------------- | -- | --------------------------- | --- | ------------------- | ------------------- | ---------------- | ------------ | ------ |
| I          | N/A                         |    | N/A                         | +16 | 16                  | 10                  | 6                | 2            | 1      |
| II         | N/A                         | +8 | 8                           |     | 5                   | 3                   | 2                | 2            | 1      |
| D1 Am      | 13                          |    | 9                           |     | 6                   | 2                   | 0                | -            | -      |
| D2 Am      | 24                          |    | 11                          |     | 5                   | 1                   | 0                | -            | -      |
| D3 Am      | 8                           |    | 4                           |     | -                   | -                   | -                | -            | -      |
| Provincial | 3                           |    | 0                           |     | -                   | -                   | -                | -            | -      |
| Total      | 64                          | +8 | 32                          | +16 | 32                  | 16                  | 8                | 4            | 2      |